# Атуча, Хуан Мария
Хуан Мари Атуча Мендиола (баск. Juan Mari Atutxa Mendiola; род. 18 мая 1941, Вильяро, Арратия-Нервион, Бискайя, Страна Басков, Испания) — баскский политик, глава Парламента Страны Басков в 1998—2005 годах.

## Биография
Родился 18 мая 1941 года в испанской провинции Бискайя (Страна Басков). Занявшись политикой, вступил в Баскскую националистическую партию. В 1980 году баллотировался в Парламент Страны Басков, но не был избран.
С 24 мая 1983 по 15 апреля 1987 был депутатом общих собраний Бискайя.
6 февраля 1991 назначен министром внутренних дел Страны Басков, подписал закон о полиции Страны Басков. 25 ноября 1998 года избран главой парламента Страны Басков и переизбран в 2001 году. Покинул пост в 2005 году из-за решения суда. 7 ноября 2005 года Высший суд Страны Басков оправдал Атучу и остальных обвиняемых, поскольку они были защищены парламентской неприкосновенностью. Однако 7 ноября 2006 года Верховный суд Испании постановил вернуть оправдательное решение в Высший суд Страны Басков, чтобы он мог вынести решение по существу дела (независимо от того, совершил Атуча преступление, отказавшись распустить парламентскую группу Sozialista Abertzaleak)
Наконец, 5 января 2007 года Высший суд Страны Басков снова оправдал Атучу, но 13 марта Верховный суд принял к рассмотрению новую апелляцию «Чистых рук». В январе 2008 года Верховный суд приговорил его к полутора годам лишения права занимать все государственные должности и штрафу в размере 18 000 евро. В июне 2017 года Европейский суд по правам человека (ЕСПЧ) осудил Испанию за дисквалификацию, наложенную после того, как было нарушено ее право на справедливое судебное разбирательство.

## Личная жизнь
Хуан Мария Атуча был женат на Бегонье Сальдуэги (1944–2023)

## Топонимия
Городской совет Лемоны (Бискайя) удостоил Хуана Марии Атучи улицы